# Еюпов Ельведін Шаїпович
Ельведін Шаїпович Еюпов (нар. 1 жовтня 1962, Коканд, Ферганська область, Узбецька РСР) — радянський та узбецький футболіст, півзахисник, по завершенні кар'єри узбецький, український та російський тренер.

## Життєпис
Вихованець узбекистанського футболу. У змаганнях майстрів дебютував у 1986 році у другій лізі в складі ферганського «Нафтовика», провів у клубі один сезон і став другим призером зонального турніру другої ліги.
З 1988 року став виступати в другій лізі за команду свого рідного міста — «Автомобілчі», яка піднялася того сезону з першості республіки в змагання майстрів. За чотири сезони в радянських першостях зіграв близько 150 матчів. Після розпаду СРСР виступав за кокандский клуб, перейменований у «Темирюлчи», у вищій лізі Узбекистану, де провів понад 100 матчів. Фіналіст Кубку Узбекистану 1992 року. У 1997-2001 роках працював у кокандскому клубі тренером-селекціонером, але іноді продовжував виходити на поле, клуб в цей час виступав у першій та вищій лігах. Всього за кар'єру зіграв у рідному клубі понад 250 матчів.
На початку 2000-х років розпочав самостійну тренерську кар'єру, очолював клуби нижчих дивізіонів Узбекистану «Риштан» та «Ангрен». У 2004-2005 роках працював головним тренером «Коканда», але в цей час клуб переживав фінансові проблеми та був відсторонений від участі у вищій лізі, пропустивши сезон 2004 року, а в 2005 році виступав у першій лізі.
Будучи кримським татарином, у 2005 році перебрався до Криму. Багато років працює дитячим тренером у КВУОР (м.Сімферополь). Серед його вихованців — Олексій Бабир. У 2018 року також працював адміністратором клубу «Кизилташ».
У 2006 році, в 44-річному віці, включався в попередній склад збірної кримських татар, яка готувалася до дебюту в турнірі ELF Cup, проте в підсумку не зіграв за команду.
Закінчив Кокандський педагогічний державний інститут (1988).

## Особисте життя
Син Назім (нар. 1994) теж став футболістом, виступав за дубль «Таврії» й аматорські клуби Криму.